# Saraburi FC
Der Saraburi Football Club (thailändisch สระบุรี เอฟซี)  war ein thailändischer Fußballverein aus Saraburi. Der Verein spielte bis zu seiner Auflösung Ende 2015 in der Ersten Liga, der Thai Premier League.
Der Nachfolgeverein Saraburi United FC startete nach der Sperre 2018 in der Thai League 4. Hier trat der Verein in der Western Region an.

## Erfolge
- Regional League Division 2 – Central/East Region

2010 – Meister  ▲
- Thai Premier League Division 1

2014 – Vizemeister  ▲

## Stadion
Bis zur Auflösung des Vereins trug der Verein seine Heimspiele im Saraburi Stadium in Saraburi aus. Das Stadion hat ein Fassungsvermögen von 6000 Personen. Eigentümer und Betreiber des Stadions ist die Saraburi Municipality.

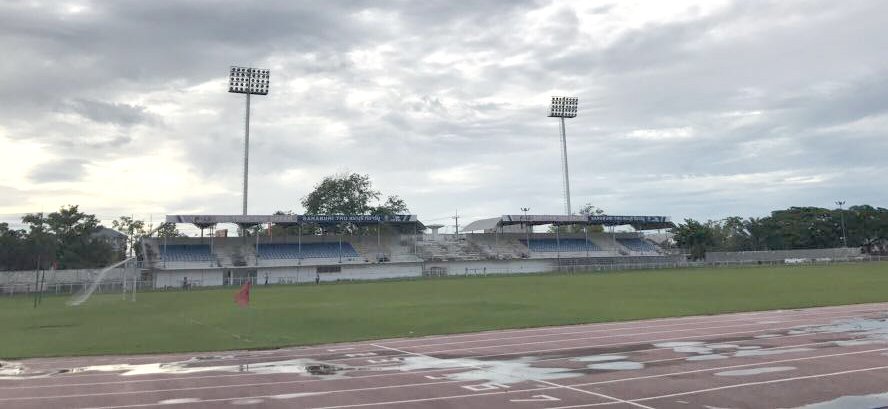
Saraburi Stadium, 2014

### Spielstätten
| Saison        | Stadion                 | Standort                   | Kapazität | Eigentümer            | Koordinaten                       |
| ------------- | ----------------------- | -------------------------- | --------- | --------------------- | --------------------------------- |
| 2009          | Ban Mo District Stadium | Saraburi, Provinz Saraburi | N/A       | N/A                   | 14° 36′ 49″ N, 100° 44′ 24,2″ O   |
| 2010 bis 2015 | Saraburi Stadium        | Saraburi, Provinz Saraburi | 6000      | Saraburi Municipality | 14° 33′ 24,2″ N, 100° 54′ 17,1″ O |

## Saisonplatzierung 2009 bis 2015
| Saison | Liga                                      | Liga  | Liga   | Liga | Liga | Liga | Liga  | Liga   | Liga     | Pokal    | Pokal      |
| Saison | Liga                                      | Level | Spiele | S    | U    | N    | Tore  | Punkte | Position | FA Cup   | League Cup |
| ------ | ----------------------------------------- | ----- | ------ | ---- | ---- | ---- | ----- | ------ | -------- | -------- | ---------- |
| 2009   | Regional League Division 2 – Central/East | 3     | 22     | 11   | 8    | 3    | 13:27 | 41     | 3.       |          |            |
| 2010   | Regional League Division 2 – Central/East | 3     | 30     | 18   | 7    | 5    | 71:30 | 61     | 1. ▲     |          |            |
| 2011   | Thai Premier League Division 1            | 2     | 34     | 12   | 14   | 8    | 41:31 | 50     | 7.       | 2. Runde |            |
| 2012   | Thai Premier League Division 1            | 2     | 34     | 8    | 11   | 15   | 49:52 | 41     | 12.      |          | 1. Runde   |
| 2013   | Thai Premier League Division 1            | 2     | 34     | 12   | 11   | 11   | 49:42 | 47     | 6.       | 2. Runde |            |
| 2014   | Thai Premier League Division 1            | 2     | 34     | 16   | 13   | 5    | 55:38 | 61     | 2. ▲     | 2. Runde |            |
| 2015   | Thai Premier League                       | 1     | 34     | 8    | 11   | 15   | 41:56 | 35     | 14.      | 1. Runde | 2. Runde   |

## Beste Torschützen von 2010 bis 2015
| Saison | Name                                | Tore |
| ------ | ----------------------------------- | ---- |
| 2010   | Kanisso Camara                      | 27   |
| 2011   | Choi Yong-woo                       | 9    |
| 2012   | Supakorn Naknoi                     | 16   |
| 2013   | Bernard Doumbia                     | 16   |
| 2014   | Bernard Doumbia Suriyakarn Chimjeen | 12   |
| 2015   | Bireme Diouf                        | 6    |

## Trainer
| Name                     | Zeit bei Saraburi FC | Zeit bei Saraburi FC |
| Name                     | von                  | bis                  |
| ------------------------ | -------------------- | -------------------- |
| Totchtawan Sripan        | 1. Juli 2010         | 30. Juni 2015        |
| Mika Lönnström           | 25. April 2015       | 22. Juni 2015        |
| Pairoj Borwonwatanadilok | 1. Juni 2015         | 30. November 2015    |

## Ehemalige Spieler
| - Pathomchai Sueasakul - Tinnakorn Asurin - Panuwat Yimsa-ngar - Suradet Thongchai - Guy Hubert - Yutthana Jongnok - Siriwat Chotiwecharak - Nakarin Fuplook - Ekkapob Sanitwong - Piyawat Thongman - Wanchana Rattana | - Bireme Diouf - Damian Bellón - S. Vongchiengkham - Thasana Chamsa-ad - Sirisak Rhomphothong - Yuththachai Liamkrai - Wichitchai Raksa - Choi Yong-woo - Paul Ekollo - Samart Panya | - Nitipong Selanon - Teerapong Deehamhae - Pisan Dorkmaikaew - Joo Dai-min - Errol Stevens - Sadney Urikhob - Piyachart Srimarueang - Yuththachai Liamkrai - Komkrit Camsokchuerk - Suriyakarn Chimjeen | - Suriyakarn Chimjeen - Damian Bellón - Kittirat Kusumapan - Panuwat Yimsa-ngar - Douglas - Bernard Doumbia - Wasin Thongsong - Yuttapong Srilakorn - Nawapol Tantraseni - Tanongsak Promdard |

## Sponsoren und Ausrüster
| Jahr | Ausrüster | Trikotsponsor |
| ---- | --------- | ------------- |
| 2012 | Kool      | Gulf          |
| 2013 | Deffo     | Gulf          |
| 2014 | Kool      | Gulf          |
| 2015 | Kool      | Gulf          |